# Craig Ring
Craig Ring (Tullahoma, 1970) è un effettista statunitense.

## Biografia
Craig Ring esordisce al cinema con il film Forrest Gump nel 1994. Successivamente prende parte alla produzione degli effetti visivi dei film The arrival (1996) e Batman & Robin (1997.) Nel 2003 è stato supervisore digitale di Sinbad - La leggenda dei sette mari per la DreamWorks Animation.
Nel 2010 ha diretto gli effetti visivi del film d'animazione Dragon Trainer.
Nel 2011 viene premiato come supervisore degli effetti visivi ai Visual Effects Society.

## Filmografia

### Effetti visivi
- Forrest Gump, regia di Robert Zemeckis (1994)
- Batman Forever, regia di Joel Schumacher (1995)
- The arrival, regia di David Twohy (1996)
- Batman & Robin, regia di Joel Schumacher (1997)
- The Peacemaker, regia di  Mimi Leder (1997)
- Z la formica, regia di Eric Darnell e Tim Johnson (1998)
- La strada per El Dorado, regia di Bibo Bergeron, Will Finn, Don Paul e David Silverman (2000)
- Sinbad - La leggenda dei sette mari, regia di Patrick Gilmore e Tim Johnson (2003)
- La gang del bosco, regia di Tim Johnson e Karey Kirkpatrick (2006)
- Dragon Trainer, regia di Chris Sanders e Dean DeBlois (2010)
- Shrek The Musical, regia di Jason Moore (2013)